# Богородицкое (Красноармейское сельское поселение)
Богородицкое — село в Свердловском районе Орловской области. Входит в состав Красноармейского сельского поселения.

## География
Село расположено в 10 километрах от районного центра посёлка Змиёвка и 48 километрах от областного центра города Орёл.
У села Богородицкое находится устье реки Миловская, впадающая в реку Неручь.
В селе находится 3 улицы:
- Овражный переулок
- Улица Вольнова
- Светлая улица

Часовой пояс
Село Богородицкое, как и вся Орловская область, находится в часовой зоне МСК (московское время). Смещение применяемого времени относительно UTC составляет +3:00.

## Население
| 2002 | 2010 |
| ---- | ---- |
| 136  | ↘128 |